# Иванов, Алексей Станиславович
Алексе́й Станисла́вович Ивано́в (род. 18 апреля 1979 года в Анжеро-Судженске) — российский легкоатлет. Серебряный призёр Паралимпийских игр, бронзовый призёр чемпионата мира. Заслуженный мастер спорта России.

## Спортивная карьера
С 1999 по 2001 год учился в Омском республиканском училище олимпийского резерва. 
В разные годы тренировался под руководством А. Белоусова, Б. Ржищева, С. Бабанина, А. Ашапатова, В. Прохорова.
Неоднократно становился победителем Сибирского международного марафона на дистанции 42 км 195 метров среди заездов спортсменов-колясочников.
Завершил соревновательную карьеру в 2011 году, после чего стал спортсменом-инструктором Омского областного специализированного спортивного центра паралимпийской подготовки.

## Награды и звания
- Заслуженный мастер спорта России (2001).
- Медаль ордена «За заслуги перед Отечеством» II степени (6 апреля 2002 года) — за большой вклад в развитие физической культуры и спорта, высокие спортивные достижения на XI Параолимпийских играх 2000 года в Сиднее (Австралия).[3]
- Медаль Омской области «За высокие достижения» (2008).